# Španjolske stube
Španjolske stube (tal. Scalinata della Trinità dei Monti) se nalaze u Rimu, Italija, na Španjolskom trgu (tal. Piazza di Spagna). Jedne su od najpoznatijih otvorenih stubišta na svijetu.

## Stube i crkvica
Unatoč njihovu imenu, Španjolske stube naručio je francuski diplomat Étienne Gueffier tražeći god. 1723. način da poveže Španjolski trg s crkvom na brijegu iznad njih koja je bila francusko vlasništvo.
Stoljeće prije na trgu je bilo smješteno sjedište španjolskog veleposlanika pri Svetoj Stolici, pa otuda ime i stuba i trga koji se u 17. stoljeću čak smatrao španjolskim teritorijem.
Dizajnirao ih je Francesco de Sanctis 1723. godine. Francuzi su izgradili same stube, s kojima se trg često poistovjećuje, ali i prekrasnu crkvicu Trinità dei Monti na vrhu brdašca, odakle se pruža prekrasan pogled na grad. Ispred crkve je obelisk u slavu Bezgrešnom začeću koji je nastao kao kompromis između Papinske države i Francuske, koja je htjela podići spomenik kralju Luju XIV.
Postoji 137 stuba i posebno su lijepe u proljeće, kad su prepune cvijeća. Veći dio vremena prepune su ljudi.
Turisti, uključujući danas velike pisce među kojima su Keats, Shelly, George Gordon Byron,...u 18. i 19. stoljeću pomogli su ovoj četvrti da postane kozmopolitska i umjetnička četvrt.

## Fontana della Barcaccia
Na Španjolskom trgu, na dnu stuba, nalazi se Berninijeva fontana Barcaccia, koju je dizajnirao 1627. godine. Napravljena je u znak sjećanja na poplavu Tibera krajem 16. stoljeća, kada je na tom mjestu, nakon povlačenja vode, ostao nasukan brodić.
Napravljena je u obliku nasukanog trošnog brodića koji je napola uronjen u vodu. Budući da je tlak vode koja napaja fontanu vrlo nizak ne postoje vodoskoci niti kaskade. Pčele i sunca koji ukrašavaju fontanu simbol su obiteljskog grba pape Urbana VIII. Barberinija koji je naručio fontanu.

## Kuća Keats-Shelley
S desne strane Španjolskih stuba nalazi se Spomen kuća Keats-Shelleya, slavnog engleskog književnika 18. stoljeća, u kojoj je 1821. godine umro od turbekuloze dvadesetpetogodišnji John Keats, a koja je danas pretvorena u muzej. Keats je živio kratko, ali je ostavio značajan trag na razdoblje romantizma. Izložba uključuje slike, privatna pisma te urnu sa Shelleyevim ostatcima kao i uvojak Keatsove crvene kose.

## Vanjske poveznice
- Kuća Keats-Shelley u Rimu  Arhivirana inačica izvorne stranice od 5. prosinca 2012. (Wayback Machine)